# Gavião Arqueiro
Gavião Arqueiro (nome original em inglês, Hawkeye) alter-ego de Clint Barton, é um personagem de quadrinhos americanos da Marvel Comics. Criado por Stan Lee e Don Heck, o herói fez sua primeira aparição em Tales of Suspense #57 (Setembro de 1964), onde era um vilão ajudando até então vilã, Viúva Negra. O personagem encontrou redenção ao se juntar aos Vingadores em Avengers #16 (Maio de 1965), fazendo parte do "Cap's Kooky Quartet" junto com Capitão América, e os gêmeos Maximoff. Desde então, Barton tem sido membro proeminente da equipe.

## Biografia ficcional

### De vilão a herói
Iniciou sua carreira como vilão do Homem de Ferro e nessa época se envolveu com a Viúva Negra, mas o relacionamento fracassou. Posteriormente se regenerou e entrou para os Vingadores, na mesma época em que o fizeram Mercúrio e a Feiticeira Escarlate. O líder era o Capitão América. Criou muitos problemas para o Capitão, pelo seu temperamento rebelde e atração por Wanda, romance que não era aceito pelo irmão dela, Pietro. Procurando ganhar maior poder e se destacar na equipe, assumiu o uniforme e os poderes de Golias (uma das versões do Homem-Formiga) durante um certo tempo. Deixou temporariamente a equipe quando a Feiticeira Escarlate se casou com o Visão. Depois ele próprio se casaria com a heroína Harpia. O casal se juntaria aos Vingadores da Costa Oeste, onde tiveram várias brigas.

### Defensores
Depois que saiu dos Vingadores, o Gavião Arqueiro teve uma rápida passagem como membro dos Defensores. Ele enfrentou seu velho adversário Homem de Ferro, no arco de histórias dos anos 70 no qual os Defensores combateram os Vingadores.

### Vingadores da Costa Oeste
Como líder dos Vingadores da Costa Oeste, o Arqueiro vivia dizendo "O que o Capitão faria nesse caso?", principalmente quando lidava com a rebeldia de alguns membros, invertendo-se os papéis das histórias antigas, quando ele era em geral o "membro rebelde" do grupo e o Capitão tinha que lidar com seus atos impulsivos.

### Thunderbolts
Em certo ponto Arqueiro larga os Vingadores para se juntar ao time de antigos criminosos Thunderbolts, achando que sua experiência como líder ajudaria na eficiência e credibilidade da equipe. Durante sua estadia nos Thunderbolts, Barton tem um caso com Rocha Lunar, e em uma missão para resgatar sua falecida esposa Harpia do submundo, descobre que na verdade tinha sido enviado para retirar Patsy Walker.

### Vingadores: A Queda
Gavião Arqueiro morreu durante os eventos de A Queda.
Quando os Krees atacaram a Mansão dos Vingadores, Barton apareceu com todas as suas flechas para defender a mansão. Um tiro acerta as flechas explosivas dentro de sua aljava, vendo que iria explodir, Barton se agarra num jetpack e consegue voar até uma nave Kree, que explode junto com ele, tendo assim uma morte heróica.

### Dinastia M
Em Dinastia M, a Feiticeira Escarlate o ressuscita, nessa realidade, onde os mutantes são a raça dominante e os humanos são a minoria oprimida, Barton faz parte duma resistência humana liderada por Luke Cage dentro do Harlem junto com outros heróis como Punho de Ferro, Cavaleiro da Lua e Eco. Ao ser interrogado por Wolverine, Barton revela que não tinha lembranças dos eventos de A Queda e nem de sua morte.

### Pós-Dinastia M
Depois de ressuscitar em Dinastia M, Barton procura o Dr. Estranho para que pudesse encontrar Feiticeira Escarlate e se vingar.
Depois de dormir com Wanda, que aparentemente perdeu os poderes e a memória, Clint continuou em sua peregrinação. No meio-tempo, conhece Kate Bishop, que havia se inspirado em Clint para se tornar uma heroína com proeficiência no arco e flecha, e abençoa ela a herdar seu codinome como Gaviã Arqueira.
Homem de Ferro o convida para ser o novo Capitão América, mas Barton rejeita.

### Novos Vingadores
Barton volta à casa do Dr. Estranho, agora QG dos Novos Vingadores, que lideram o movimento antirregistro. Voltando apenas para agradecer a ajuda do mágico, Clint acaba permanecendo e se unindo aos heróis para ir ao Japão salvar Maya Lopez, e assumindo o manto de Ronin, já que a identidade de Gavião Arqueiro não pertencia mais a ele.

### Hulk Contra o Mundo
Ele ajudou como pode os Vingadores e os outros heróis do Universo Marvel à deterem a ameaça de Hulk. Barton foi derrotado enquanto ajudava o Dr. Estranho e Maya Lopez.

### Invasão Secreta e Reinado Sombrio
Durante os eventos da Invasão Skrull, Ronin encontrou uma skrull disfarçada de Harpia, e outro skrull disfarçado de Gavião Arqueiro que clamava ser o verdadeiro Clint Barton, na Terra Selvagem. Após matar o  Gavião Arqueiro skrull e tomar seu arco, Ronin questiona a Harpia qual seria a data de nascimento de seu filho não nascido, e ela acerta quando responde "12 de Outubro". Ronin começa a acreditar que aquela era a verdadeira Harpia, apesar dos clamores doa outros Vingadores que aquela era uma skrull. Senhor Fantástico descobre um jeito de revelar a verdadeira identidade dos skrulls, montando um dispositivo que revela a aparência de quem é skrull ou não. Ao utiliza-lo, é revelado que Harpia era realmente uma skrull, revoltado, Ronin assassina impiedosamente todos os skrulls da área.
No fim da batalha, no Central Park, uma nave skrull aterrissou e Harpia estava entre os resgatados. Norman Osborn mata a rainha skrull Veranke, que esse tempo todo estava se disfarçando como a Mulher-Aranha. A SHIELD é desmantelada, e no lugar surge a MARTELO, Norman se torna o diretor da MARTELO e forma sua própria equipe de Vingadores, os Vingadores Sombrios, onde o mesmo lidera a equipe como o Patriota de Ferro.
Ao reatar a união com sua esposa, e após assumir a identidade heroica de Ronin, Barton aliou-se ao novo Capitão América (James "Bucky" Barnes) e os Novos Vingadores, para deter o império obscuro de Norman Osborn e lutar contra a versão distorcida de sua antiga identidade heroica, o Gavião Arqueiro (usada pelo Mercenário). Recentemente, ele voltou a ser o Gavião Arqueiro (durante a invasão a Asgard, os Vingadores Sombrios e integrantes da H.A.M.M.E.R. foram vencidos e na sua maior parte, preso, porém anteriormente, o Mercenário havia sido morto por um Demolidor possuído pela essência maligna do Tentáculo).

### Wolverine: Velho Logan
Em um mundo pós-apocalíptico num futuro onde os heróis já não existem mais, o planeta é dominado por vilões em regiões denominadas através de conquistas de território. Gavião Arqueiro já velho e cego, graças a um glaucoma, se encontra com um Wolverine até então acabado e assombrado por seu passado.
O Gavião Arqueiro protagonizou um spin-off dessa saga intitulada Old Man Hawkeye (Velho Gavião Arqueiro em português) que foi lançada em 2018.

## Poderes e habilidades
- Mestre Arqueiro: Barton já treinou a si mesmo para se tornar um mestre arqueiro especializado na utilização de curvas regulares, arcos, arcos compostos, e bestas com quase perfeita exatidão. Ele é capaz de disparar várias flechas em um único alvo em poucos segundos, atingindo vários alvos em alguns golpes rápidos e atingindo diretamente alvos pequenos em maior distância. Barton até tem sido conhecido por ter atingido uma maçã no centro. Ele pratica um mínimo de duas horas por dia para manter suas habilidades aprimoradas.
- Atirador Especialista: Ele possui visão muito forte, e sua precisão é praticamente infalível; Ele foi treinado em sua juventude por Trick Shot jogando lâminas, bolas e bumerangues. Ele agora tem precisão quase perfeita com qualquer arma apontada ou lançada. Ele pode atirar objetos com extrema rapidez e precisão, tanto em pontaria direta quanto em rebotes / interações complicadas.
- Acrobacias: Barton possui excepcional resistência humana. Ele é atlético, com muitos bons reflexos e agilidade. Isso, combinado com o treinamento como aerialista e acrobata, o que torna ele capaz de inúmeras manobras acrobáticas difíceis.
- Mestre das Artes Marciais: Barton é um excelente artista marcial, depois de ter sido treinado em várias formas por Capitão América, que é provavelmente o maior combatente corpo-a-corpo do mundo. Em sua primeira missão com o bando de renegados dos Novos Vingadores liderados por Luke Cage, Clint provou que não é porque ele tem um arco e flecha que não aprendeu artes marciais. Durante toda a batalha contra a Elektra e A Mão, ele demonstrou grande habilidade marcial, aguentado combates contra quase infinitas hordas de ninjas. Isso lhe rendeu um elogio e respeito de seu companheiro de equipe Punho de Ferro, um dos melhores artistas marciais do mundo.
- Grande Estrategista: Como mostra a sua liderança dos Vingadores da Costa Oeste e dos Thunderbolts, Barton é um estrategista, tático, e comandante de campo altamente competente.
- Armas de Proficiência: Embora não seja conhecida; a utilização de armas brancas, reflexos incríveis e coordenação olho-mão de Barton lhe permitem dominar facilmente a maioria das armas. Ele também recebeu treinamento em esgrima durante a sua juventude do Espadachim original, que foi considerado um dos maiores especialistas em espadas de combate que o mundo já conheceu. Barton é habilidoso com espadas, facas, nunchakus, bastões e é uma das poucas pessoas capazes de tratar adequadamente o escudo do Capitão América.
- Trilíngue: Clint não é só fluente em inglês, a sua língua natural, mas também em italiano[3] e na língua de sinais americana.[4]

## Em outras mídias

### Animações
- Gavião Arqueiro aparece pela primeira vez fora dos quadrinhos no desenho animado The Marvel Super Heroes (1966),[1] dublado por Chris Wiggins e Paul Soles.
- Gavião Arqueiro aparece como personagem recorrente na série Iron Man (1964-1966), dublado por John Reilly.
- Clint tem uma breve aparição como Golias na série Fantastic Four (1994-1996), no episódio "To Battle the Living Planet".
- Gavião Arqueiro aparece na série The Avengers: United They Stand (1999), dublado por Tony Daniels.
- O filho do Gavião Arqueiro com a Harpia, Francis Barton, aparece no filme de animação Next Avengers: Heroes of Tomorrow (2007).
- Clint é um personagem recorrente na série The Super Hero Squad Show (2009) dublado por Adrian Pasdar.
- Gavião Arqueiro aparece como personagem recorrente na animação Iron Man: Armored Adventures (2009), dublado por Andrew Francis.
- Gavião Arqueiro é um dos vingadores principais da série The Avengers: Earth's Mightiest Heroes (2010), dublado por Chris Cox.
- Gavião Arqueiro aparece como personagem recorrente no desenho animado Ultimate Spider-Man (2012), dublado por Troy Baker.
- Gavião Arqueiro é um dos personagens principais em Avengers Assemble, novamente dublado por Troy Baker.
- Gavião Arqueiro aparece no anime Iron Man: Rise of the Technovore (2013), dublado por Troy Baker.
- Gavião Arqueiro aparece no anime Marvel Disk Wars: The Avengers (2014), com a voz original (Japão) de Eiji Takemoto.
- Gavião Arqueiro também aparece no anime Avengers Confidential: Black Widow & Punisher (2014), dublado por Matthew Mercer.

### Universo Cinematográfico da Marvel
- Clint Barton/Gavião Arqueiro é interpretado por Jeremy Renner nos filmes do MCU. Ele aparece pela primeira vez em Thor; (2011)[5] como uma participação especial, sendo um agente da S.H.I.E.L.D.
- Em The Avengers; (2012) Clint é controlado por Loki, sendo um antagonista durante quase todo filme, (cerca de 2/3 do filme) após se recuperar do controle de Loki, ele se junta aos Vingadores para a batalha final.
- Em Captain America: The Winter Soldier; (2014) contaria com uma participação do Gavião Arqueiro, porém, o personagem foi cortado do roteiro pela falta de tempo na agenda do ator Jeremy Renner. A cena em questão mostraria o herói lutando com o Capitão América.[6] Como referência ao personagem, sua amiga Viúva Negra usa um colar com uma flecha.[7]
- Em Avengers: Age of Ultron; (2015) é revelado que Clint tem uma família escondida pela S.H.I.E.L.D., ele é responsável por incentivar Wanda a se tornar uma Vingadora.
- Gavião Arqueiro retorna mais uma vez em Captain America: Civil Wa;r (2016) Neste evento baseado na saga Guerra Civil, ele está na equipe anti-registro do Capitão América.
- Depois de se ausentar de Avengers: Infinity War; (2018) onde é apenas citado que após ser aprisionado em Guerra Civil Clint aceitou ficar em prisão domiciliar, Gavião Arqueiro retorna em Avengers: Endgame; (2019)onde após o sumiço de sua família assume a identidade de Ronin caçando criminosos, antes de ser recrutado de volta para os Vingadores.
- O personagem ganhou sua própria série no Disney+, Hawkeye; (2021) onde Clint enfrenta uma gangue de criminosos durante a véspera de Natal em Nova York, junto de sua nova parceira e sucessora Kate Bishop, interpretada pela atriz Hailee Steinfeld. A série é baseada na premiada saga de Matt Fraction e David Aja publicada em 2012

### Videogames
- Gavião Arqueiro aparece como personagem jogável em Spider-Man: The Video Game (1991).
- Gavião Arqueiro aparece como personagem jogável em Captain America and the Avengers (1991).
- Gavião Arqueiro aparece em Venom/Spider-Man: Separation Anxiety (1995).
- Gavião Arqueiro aparece como personagem jogável na versão de PSP de Marvel: Ultimate Alliance (2006), assim como no pacote de expansão "Heroes & Villains" para a versão de Xbox 360. O personagem é dublado por Troy Baker.
- Gavião Arqueiro aparece como personagem jogável em Ultimate Marvel vs. Capcom 3 (2011), com a voz de Chris Cox.
- Gavião Arqueiro aparece como personagem jogável em Marvel Super Hero Squad Online (2011).
- Gavião Arqueiro aparece como personagem jogável no jogo para Facebook Marvel: Avengers Alliance (2012).
- Gavião Arqueiro aparece como personagem jogável em Marvel Avengers: Battle for Earth (2012).
- Gavião Arqueiro aparece como DLC "Marvel Costume Kit 6" para o jogo LittleBigPlanet (2008).
- Gavião Arqueiro aparece como um dos cinco personagens jogáveis grátis no MMORPG Marvel Heroes (2013). O personagem é dublado por Chris Cox, novamente.
- Gavião Arqueiro aparece como personagem jogável em Lego Marvel Super Heroes (2013) e em Lego Marvel Vingadores (2016).
- Gavião Arqueiro aparece no personagem jogável em Disney Infinity: Marvel Super Heroes (2014).
- Gavião Arqueiro é um personagem adquirivel gratuito no jogo mobile disponível para celulares Android e iOS Marvel Future Fight (inclusive ganhou em março de 2022 uma atualização temática inspirada na série do personagem, lançada no serviço de streaming Disney+ entre novembro e dezembro de 2021)
- Gavião Arqueiro é um personagem adquirivel gratuito no jogo mobile disponível para celulares Android e IOS Marvel Contest Of Champions ("Marvel Torneio De Campeões" em português)
- Gavião Arqueiro é um personagem adquirivel gratuito nos jogos mobile disponíveis para celulares Android e IOS Marvel Strike Force e Marvel Puzzle Quest.
- Gavião Arqueiro está disponível no jogo Marvel's Avengers na DLC "Hawkeye: Future Imperfect" para X-Box One, Xbox Series X e Series S, PC, Google Stadia, PlayStation 4 e PlayStation 5.